# Barbotta
La barbotta o puticiana è un piatto povero della tradizione della Lunigiana.
Si prepara con una varietà locale di cipolla, detta "di Treschietto" oppure con altri ortaggi come fiori di zucca.
La cipolla viene tritata grossolanamente e lavorata a mano per un paio di minuti in un impasto composto da farina di ceci, formaggio vaccino grattugiato , solitamente si usa il parmigiano reggiano, un uovo di gallina, olio di oliva extravergine, solitamente lunigiano, latte vaccino, sale e pepe; quindi si stende l'impasto su una teglia base metallica (vanno anche bene quelle del tipo usato per le pizze); la teglia posizionata tradizionalmente a terra viene poi coperta con un coperchio conico in ghisa pre-riscaldato su d'un fuoco a legna,  e quindi ricoperto dalle braci restanti del fuoco, per un centinaio di minuti. 
Tipicamente viene preparata sui tradizionali contenitori (detti "testi") in cotto o più spesso in ghisa, ma oggigiorno poco usati per praticità.